# Rufus Hound
Rufus Hound (ur. jako Robert James Blair Simpson 6 marca 1979) – angielski komik i prezenter telewizyjny.

## Kariera
Rufus Hound jest znany głównie jako komik stand-upowy, prezenter telewizyjny i radiowy oraz narrator w programach popularnonaukowych.

### Komik
W telewizji debiutował jako uczestnik programu So You Think You’re Funny na Channel 4, w którym dostał się do finału. W latach 2008–2009 prowadził improwizowany program komediowy Argumental, w którym również występował. 7 listopada 2011 wydał własną płytę DVD ze stand-upem o nazwie Being Rude.

### Prezenter
Rufus jest popularną osobowością radiową. Jest regularnym gościem Ella Kenion’s Friday Overnight Show (BBC London), występuje w Jono Coleman’s Sunday Show (LBC Radio) i korespondentem w Peter Curran’s Saturday Show (BBC London). Oprócz tego prowadził różne wydarzenia i programy telewizyjne.
| Rok        | Program                                                     | Kanał       | Rola                          |
| ---------- | ----------------------------------------------------------- | ----------- | ----------------------------- |
| 2015       | 11. ceremonia wręczenia nagród British Academy Games Awards | Twitch      | prezenter                     |
| 2010       | My Funniest Year                                            | Channel 4   | prezenter                     |
| 2010       | Isle of Wight Festival 2010: Live                           | BBC         | prezenter                     |
| 2008, 2009 | Argumental                                                  | Dave        | prezenter / występujący komik |
| 2008       | British Comedy Awards 2009                                  | ITV 2       | prezenter                     |
| 2008       | Latitude Festival                                           | ITV 2       | prezenter                     |
| 2007       | DanceX                                                      | BBC3        | współprowadzący               |
| 2007       | Glastonbury Live                                            | BBC3        | prezenter                     |
| 2006       | Grime Scene Investigation                                   | BBC3        | prezenter                     |
| 2006       | Reading Festival                                            | BBC2 / BBC3 | prezenter                     |
| 2006       | Top of the Pops                                             | BBC1        | prezenter                     |
| 2005       | Glastonbury Festival                                        | BBC         | prezenter                     |
| 2005       | Destination 3                                               | BBC3        | prezenter                     |
| 2003       | RI:SE                                                       | Channel 4   | prezenter                     |

### Narrator
| Rok        | Program                                  |
| ---------- | ---------------------------------------- |
| 2013       | The Nation's Favourite Dance Moment      |
| 2010       | What Do Kids Know?                       |
| 2008       | Gladiators Ready! – The Gladiators Story |
| 2008       | Gladiators A to Z                        |
| 2005, 2006 | Pogromcy mitów                           |

### Aktor
| Rok  | Film / serial                            | Rola          |
| ---- | ---------------------------------------- | ------------- |
| 2015 | Cucumber                                 | Sam Swift     |
| 2015 | Doktor Who – odcinek The Woman Who Lived | Sam Swift     |
| 2015 | Scottish Mussel                          | PC Dougie     |
| 2015 | Cucumber                                 | Rupert Fuller |
| 2012 | Prezent ślubny                           | Raif          |
| 2011 | Big Fat Gypsy Gangster                   | Kai           |
| 2010 | Hounded                                  | Rufus         |

### Polityka
Hound aktywnie wspierał Liberalnych Demokratów w wyborach parlamentarnych w Wielkiej Brytanii w 2010 roku. Sam kandydował do Parlamentu Europejskiego w wyborach w 2014 roku z ramienia partii National Health Action Party. Jego partia przegrała wybory zajmując 9 miejsce w swoim okręgu wyborczym (Londyn) z 23253 głosami, co stanowi 1.06% wszystkich głosów ważnych.

## Życie prywatne
W 2007 roku Hound ożenił się z Beth Johnson w Las Vegas. Swoją przyszłą żonę poznał cztery miesiące wcześniej. Razem mają dwójkę dzieci: Alby i Hildę.